# Sid Fleischman
Albert Sidney  'Sid' Fleischman (Brooklyn, New York, 16 maart 1920 - Santa Monica, 17 maart 2010) was een Amerikaans kinderboekenschrijver.
De ouders van Fleischman waren Russen van joodse afkomst. Voor dat hij schrijver werd, was hij goochelaar van beroep. Tijdens de Tweede Wereldoorlog diende hij bij de U.S. Navy Reserve op de torpedobootjager USS Albert T. Harris (DE-447). Hij studeerde in 1949 af aan de San Diego State University en was tot 1950 reporter bij de San Diego Daily Journal.
Naast zijn bezigheden als schrijver van kinderboeken, werkte Fleischman ook voor de Children's Television Workshop, waar hij verhalen schreef voor de televisieserie The Bloodhound Gang en tips gaf voor de Mathnet-verhalen op Square One TV. Hij bewerkte een aantal van zijn werken tot scripts voor speelfilms, zoals Blood Alley (met John Wayne) en The Whipping Boy (met George C. Scott).
Een van zijn laatste boeken was  Escape! The Story of the Great Houdini. Fleischman overleed in maart 2010 aan kanker.